# Sarsa de Surta
Sarsa de Surta (aragonesisch Sasa de Surta) ist ein Dorf in Spanien, das zur Gemeinde Ainsa-Sobrarbe gehört.

## Lage
Ainsa-Sobrarbe liegt im Landkreis Sobrarbe, der gemeinsam mit 9 weiteren Landkreisen die Provinz Huesca bildet (die Provinzhauptstadt heißt ebenfalls Huesca). Die 3 Provinzen Huesca, Saragossa und Teruel bilden die Comunidad Autónoma de Aragón. Aragonien liegt ganz im Norden Spaniens, grenzt an Frankreich, und ist vom Mittelmeer ungefähr genauso weit entfernt wie vom Atlantik. Sarsa de Surta liegt etwa 50 km Luftlinie und ca. 90 Straßenkilometer von der französischen Grenze, bzw. dem Tunel de Bielsa entfernt.
Außerdem liegt Sarsa de Surta in einem Naturpark, im Parque Natural de las Sierras y Cañones de Guara (Naturpark der Berge und Schluchten des Guara), kurz: Sierra de Guara. Die Sierra de Guara ist ein den Zentralpyrenäen vorgelagertes Gebirge.

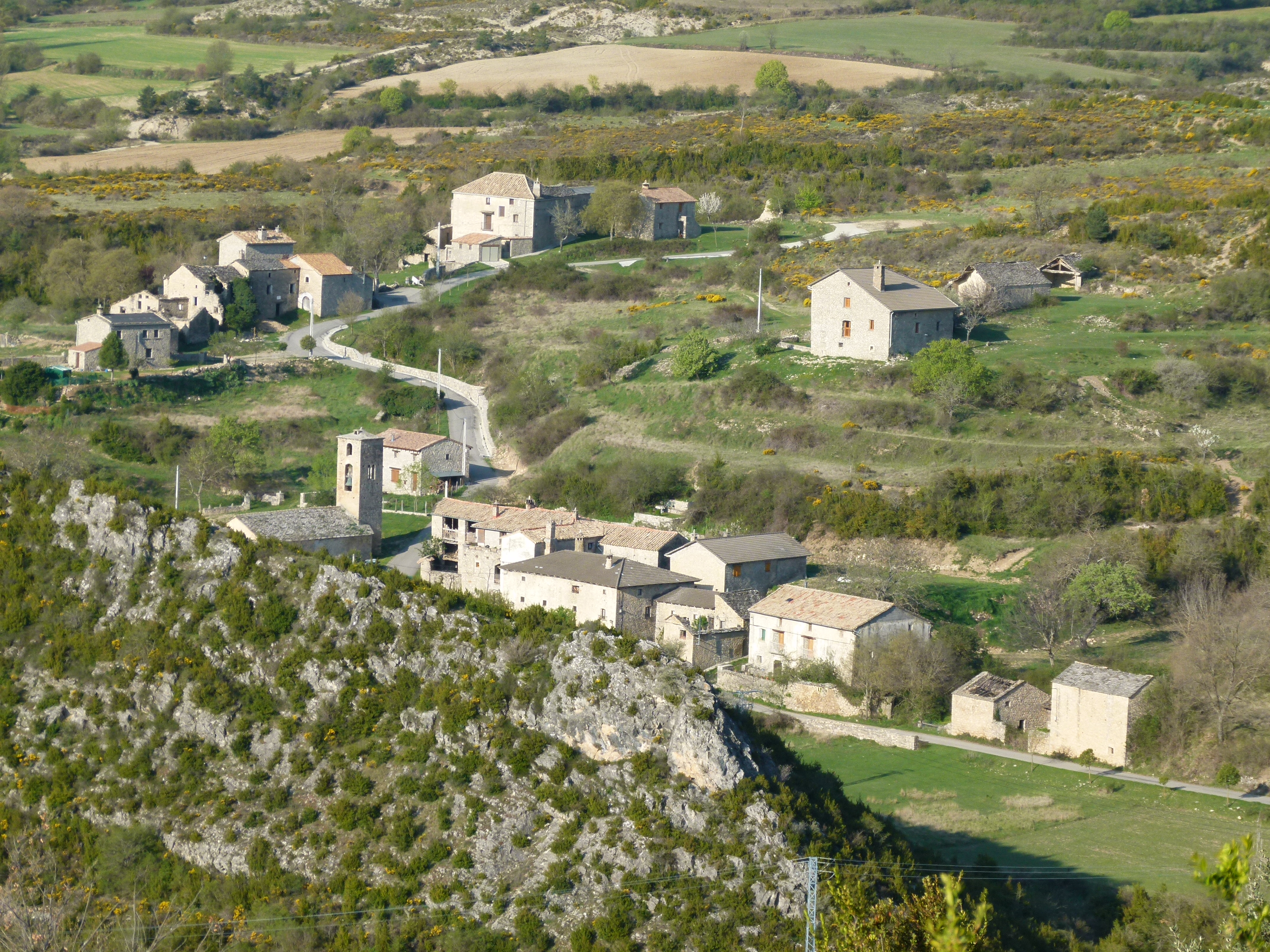
Überblick über Sarsa de Surta von Peña de Surta aus.

Der gesamte Landkreis wurde aufgrund seiner geologischen Besonderheiten von der UNESCO zum Geopark Sobrarbe erklärt.
Sarsa de Surta liegt am rechten Ufer des Rio Vero und gliedert sich in drei Ortsteile mit der Pfarrkirche im Zentrum. Die Häuser bestechen vor allem durch ihre traditionelle Bauweise.
Gemeinsam mit 10 anderen Dörfern liegt Sarsa de Surta im Süden des Landkreises in einer natürlichen Enklave, die Valle del Alto Vero oder auch Valle de Tierra Bucho genannt wird. (Tierra = Erde/Land, Bucho = Buchsbaum auf aragonesisch). Der Buchsbaum ist tatsächlich eines der hier vorherrschenden Gewächse.

## Geschichte
In den 1950er und 1960er Jahren wurde das Dorf nach und nach von seinen Bewohnern verlassen. Sie zogen in die größeren Städte oder siedelten in die landwirtschaftlichen Kolonisierungsräume südlicher gelegenen Landkreise über. Von einigen Anwesen sind heute nur noch Ruinen oder Steinhaufen übrig. Andere wurden von ihren Eigentümern etwa ab 1990 wieder bewohnbar gemacht bzw. renoviert und werden seitdem als Zweitwohnsitz an Wochenenden oder in der Urlaubszeit genutzt. Nur wenige Häuser haben ihre Besitzer gewechselt. Seit 2001 ist das Casa Pedro Buil, heute „Casa La Joya“ (Ferienwohnung), wieder ganzjährig bewohnt. Derzeit (2015) zählt das Dorf vier Einwohner aus drei Nationen.

## Dorfleben
Die Kirche und das Dorfgemeinschaftshaus sind weitgehend restauriert. Am 15. August (Feiertag in ganz Spanien) wird das Dorffest gefeiert.
Die Felder werden weitgehend von Landwirten aus den Nachbardörfern bewirtschaftet, ebenso eine Schafherde, die in einem großen Stall unweit des Dorfes ihre Unterkunft findet.

## Sehenswürdigkeiten

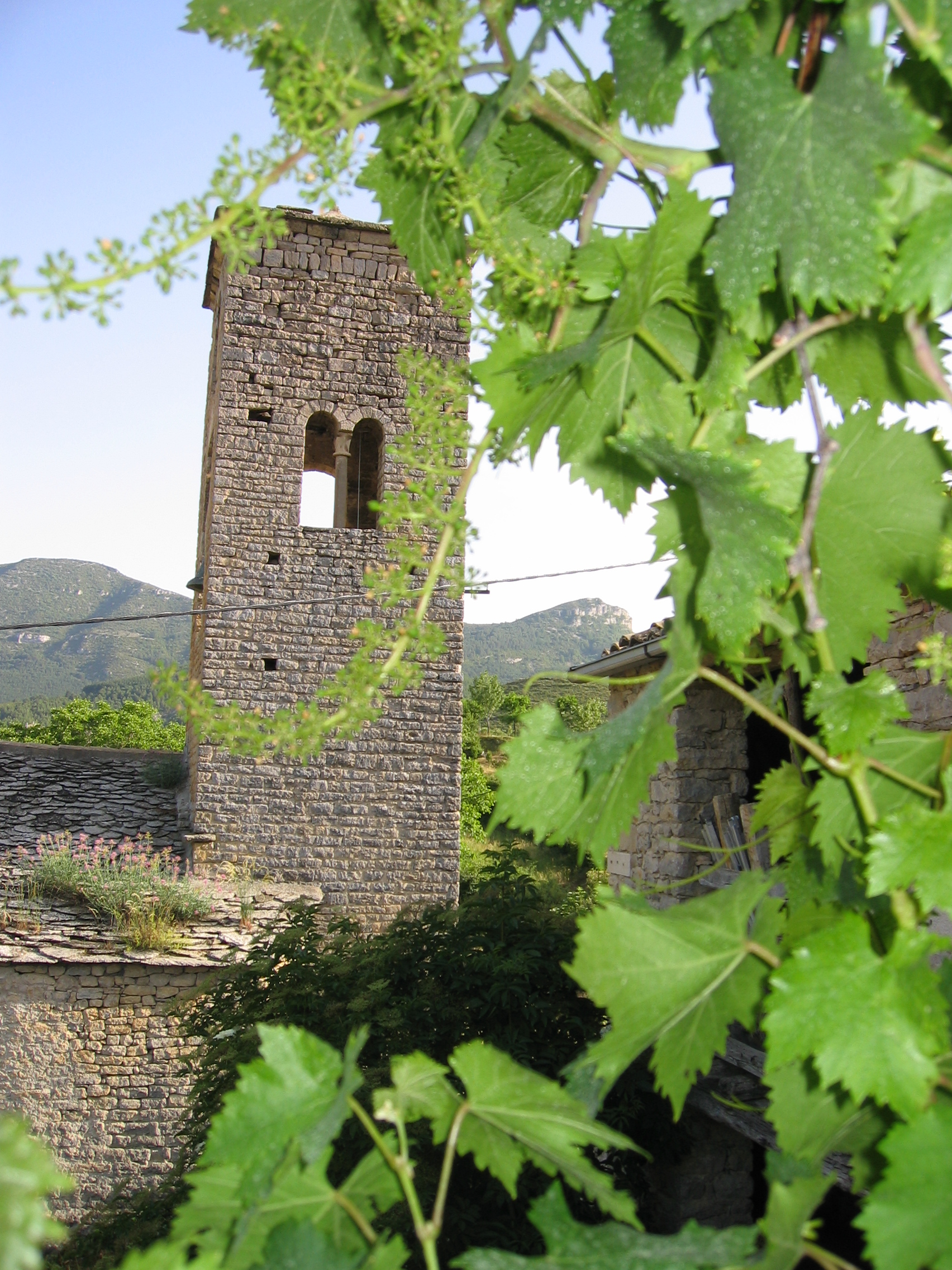
Romanischer Glockenturm in Sarsa de Surta

Die Romanische Pfarrkirche stammt aus dem 11. oder 12. Jahrhundert. Sie besitzt einen quadratischen Glockenturm, der mit einem durch eine Säule geteiltes Rundbogenfenster versehen ist. Aus der romanischen Epoche stammt auch die Brücke über den Rio Vero.
Weitere Sehenswürdigkeiten sind die Höhle Drólica, in welcher Keramikteile der Glockenbecherkultur gefunden wurden sowie die Höhle Foradada, eine westgotische Grabstätte.
Kulturell kann die ehemalige Mühle besichtigt werden, die in das heutige ethnologische Museum „Molino de Pedro Buil“ umgewandelt wurde.

## Landschaft
Vom Gipfel des Peña de Surta (1.248 m ü. NN) besteht ein Panoramablick. In Richtung Norden sieht man die Pyrenäen mit dem Monte Perdido; etwas unterhalb des Gipfels verläuft der Schaftreibepfad (cañada) aus Zeiten der Transhumanz. Des Weiteren kann man in die Schlucht des Balcez sowie die gegenüberliegende Bergkette Sierra de Balcez mit der Ermita de Santa Marina sehen. Von der Nordkante kann man bis zum verlassenen Dorf Bagüeste schauen. Mit etwas Glück kann man vom Gipfel oder während des Aufstiegs eine verwilderte Ziegenherde beobachten. Auf dem Gipfel befinden sich die Reste eines mittelalterlichen Befestigungsturmes.